# Henk Keulemans

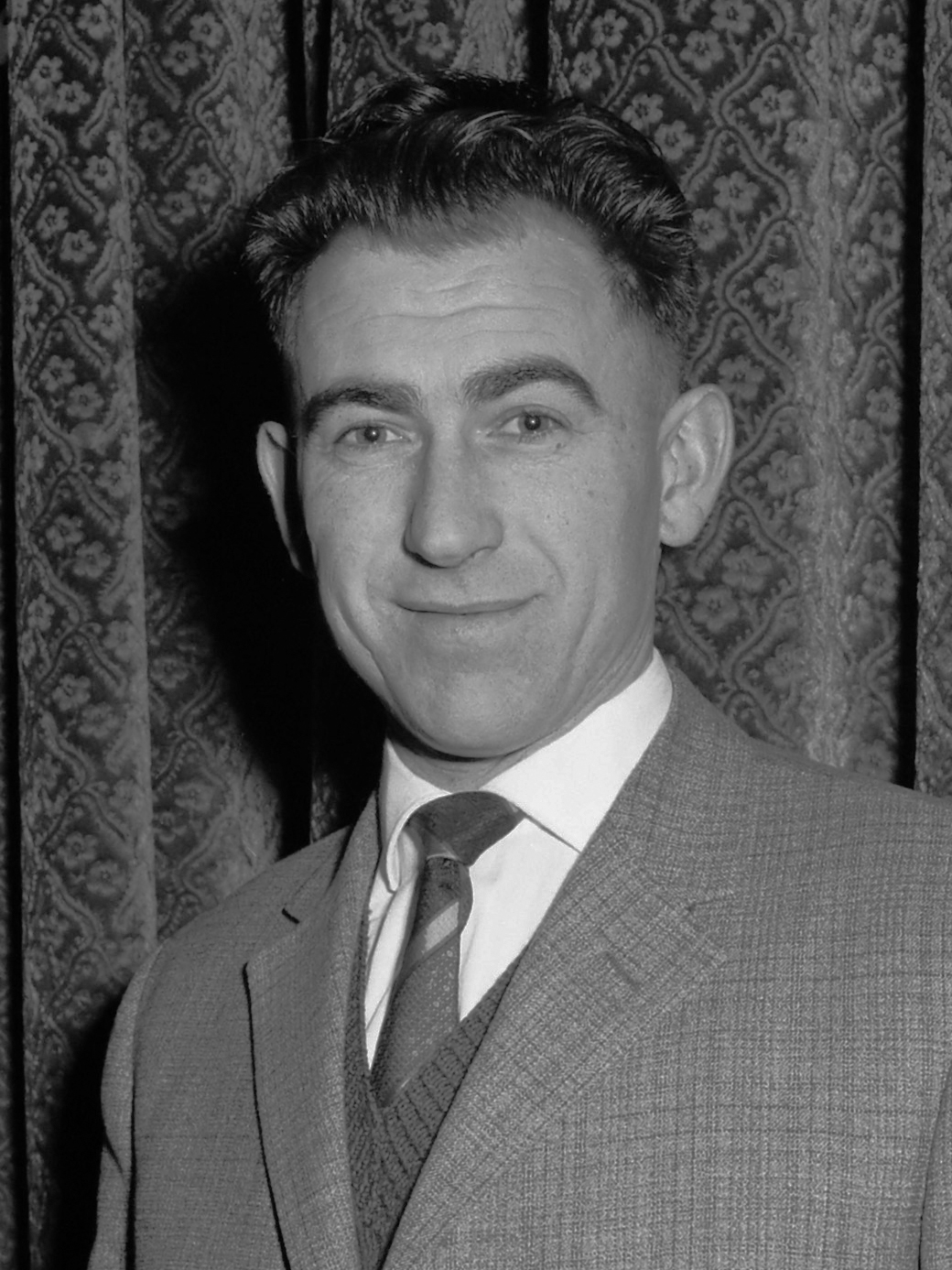
Henk Keulemans in 1961

Henk Keulemans (7 juni 1924 – Schagen, 7 november 2012) was een Nederlands honkballer.
Keulemans kwam uit voor de vereniging Schoten op het hoogste competitieniveau. Hij was tevens tussen 1956 en 1961 lid van het Nederlands honkbalteam waarvoor hij in 53 interlandwedstrijden uitkwam. In 1953 was hij de eerste speler die de ingestelde Balink Award voor de Meest Waardevolle Speler in de Nederlandse hoofdklasse won. Ook in 1960 behaalde hij deze prijs. Hij was bij de eerste deelname van Nederland aan het Europees kampioenschap in 1956 en tevens in 1957 en 1958 de eerste spelende coach van het Nederlands team. In 1958 was hij de winnende scoorder in de finale van het Europees kampioenschap dat in Nederland plaatsvond door in de verlenging het beslissende punt te scoren waardoor hij met het team de Europese titel won met 6-5. Keulemans speelde ook mee met het team tijdens de allereerste Haarlemse Honkbalweek in 1961. Op 13 juli 1985 werd Keulemans opgenomen in de Hall of Fame van de KNBSB.